# Герлинген
Герлинген (на немски: Gerlingen) е град в Германия, във федерална провинция Баден-Вюртемберг.
Подчинен е на административния окръг Щутгарт. Влиза в състава на район Лудвигсбург. Населението е 19 025 души (на 31 декември 2010 г.). Заема площ 17,54 km². Идентификационен (официален) код – 08 1 18 019.
В Герлинген се намира седалището на фирмата Robert Bosch GmbH.